# Emucarididae
Gli emucarididi (Emucarididae Paterson, 2010) sono una piccola famiglia di artropodi estinti, vissuti esclusivamente nel Cambriano inferiore (circa 520 milioni di anni fa) e i cui resti fossili sono stati ritrovati in Australia.

## Descrizione
Di piccole dimensioni, questi artropodi possedevano un grosso capo semitondeggiante, un corpo costituito da pochi segmenti e una coda ampia che ricordava il telson di alcuni trilobiti. Il corpo era ricoperto da una cuticola morbida, contrariamente al carapace duro dei veri trilobiti. 

## Classificazione
Gli emucarididi sono noti solo attraverso due specie (Kangacaris zhangi ed Emucaris fava) i cui resti sono stati ritrovati nell'Isola dei Canguri (Australia). Questi due generi, simili per certi aspetti ai liwiidi, se ne differenziavano per l'articolazione del capo, poco distinto dal resto del corpo. La coda ricorda vagamente quella dei tegopeltidi, mentre le suture lisce tra testa, torace e telson ricordano quelle di alcuni xandarellidi (come Squamacula). Tutti questi animali facevano parte di un unico gruppo (Trilobitomorpha), insieme ai veri trilobiti.